# La freschezza del Marcio
La freschezza del Marcio è il settimo album in studio del rapper italiano Mondo Marcio, pubblicato l'11 marzo 2016 dalla Universal Music Group.

## Descrizione
A differenza del concept album Nella bocca della tigre, uscito due anni prima, La freschezza del Marcio presenta alcuni brani registrati in collaborazione con vari artisti hip hop italiani, come Bassi Maestro, Fabri Fibra, Ghemon e J-Ax.
L'uscita dell'album è stata anticipata da tre singoli: Un altro giorno, l'omonimo La freschezza del Marcio e Me & My Bitch, pubblicati per il download digitale tra il 19 febbraio e il 4 marzo 2016.

## Tracce
Testi e musiche di Gian Marco Marcello, eccetto dove indicato.
1. Un altro giorno – 3:36 (musica: Davide Bassi)
2. Da solo nel sole (feat. Ghemon) – 4:04 (testo: Gian Marco Marcello, Gianluca Picariello – musica: Mike Davies, Phil Simmonds)
3. La freschezza del Marcio – 4:04
4. Scoppia la bomba (feat. Fabri Fibra) – 3:46 (testo: Gian Marco Marcello, Fabrizio Tarducci – musica: Davide Bassi)
5. Oohh!! – 3:21 (musica: Davide Bassi)
6. Lost in the World (feat. Mr. P. Simmonds) – 3:25 (testo: Gian Marco Marcello, Phil Simmonds – musica: Phil Simmonds)
7. Me & My Bitch (feat. Fidia Costantino) – 3:31 (musica: Saydiq Angelus, Ogee Handz)
8. All Nite – 3:13 (musica: Filippo Gallo)
9. Mr. Fucker (feat. J-Ax) – 3:00 (testo: Gian Marco Marcello, Alessandro Aleotti)
10. Questo cuore, queste stelle – 4:03 (musica: Francesco Di Rocco)
11. Piatti rotti – 3:38
12. Granata (feat. Gemitaiz) – 3:26 (testo: Gian Marco Marcello, Davide De Luca – musica: Francesco Di Rocco)
13. Knock Down (feat. Clementino) – 3:25 (musica: Gian Marco Marcello, Clemente Maccaro)
14. Qua per restare (feat. A&R, Nico Flash) – 3:28 (testo: Gian Marco Marcello, Nicolas D'Apice – musica: Diamond Style)
15. Come noi (feat. Bassi Maestro) – 3:22 (testo: Gian Marco Marcello, Davide Bassi – musica: Davide Bassi)
16. On Fire (feat. Midas) – 6:30 (musica: Phil Simmonds)

Tracce bonus nell'edizione deluxe
1. Niente favori – 3:13 (musica: Ruben Manupelli)
2. Panico! (feat. Nya) – 3:41 (testo: Gian Marco Marcello, Angela Madonia – musica: Filthy Jay)
3. Potresti darmi il mondo – 5:15

## Formazione
Musicisti
- Mondo Marcio – voce
- Ghemon – voce aggiuntiva (traccia 2)
- Fabri Fibra – voce aggiuntiva (traccia 4)
- Mr. P. Simmonds – voce e basso (traccia 6)
- Fidia Constantini – voce aggiuntiva (traccia 7)
- J-Ax – voce aggiuntiva (traccia 9)
- Gemitaiz – voce aggiuntiva (traccia 12)
- Clementino – voce aggiuntiva (traccia 13)
- A&R – voce aggiuntiva (traccia 14)
- Nico Flash – voce aggiuntiva (traccia 14)
- Bassi Maestro – voce aggiuntiva (traccia 15)
- Midas – voce aggiuntiva (traccia 16)
- Nya – voce aggiuntiva (traccia 18)

Produzione
- Bassi Maestro – produzione (tracce 1, 4, 5 e 15)
- Bassment Project – produzione (traccia 2)
- Mondo Marcio – produzione (tracce 3, 9, 11, 13 e 19)
- Mr. P. Simmonds – produzione (tracce 6 e 16)
- Saydiq, Ogee Handz – produzione (traccia 7)
- PK – produzione (traccia 8)
- Tom Beaver – produzione (traccia 10 e 12)
- Diamond Style – produzione (traccia 14)
- Dr. Cream – produzione (traccia 17)
- Filthy Jay – produzione (traccia 18)
- Marco Zangirolami – missaggio, mastering, arrangiamento

## Classifiche
| Classifica (2016) | Posizione massima |
| ----------------- | ----------------- |
| Italia            | 4                 |